# میشل استیل (سیاستمدار)
میشل یونجو پارک استیل (متولد ۲۱ ژوئن ۱۹۵۵) مقام دولتی جمهوری‌خواه آمریکایی است. وی از سال 2021 نماینده حوزه انتخابیه چهل‌وهشتم کالیفرنیا در مجلس نمایندگان آمریکا است. او پیشتر یکی از اعضای شورای نظار شهرستان اورنج، کالیفرنیا و عضو سابق هیئت برابرسازی ایالتی کالیفرنیا بوده است.

## اوایل زندگی
استیل در سئول کره جنوبی متولد شد. پدرش در شانگهای از پدر و مادری کره ای به دنیا آمد. استیل در کره جنوبی، ژاپن و ایالات متحده تحصیل کرده‌است. وی دارای مدرک بازرگانی از دانشگاه پپرداین و MBA از دانشگاه کالیفرنیای جنوبی است. او به کره ای و ژاپنی مسلط است.

## زندگی سیاسی

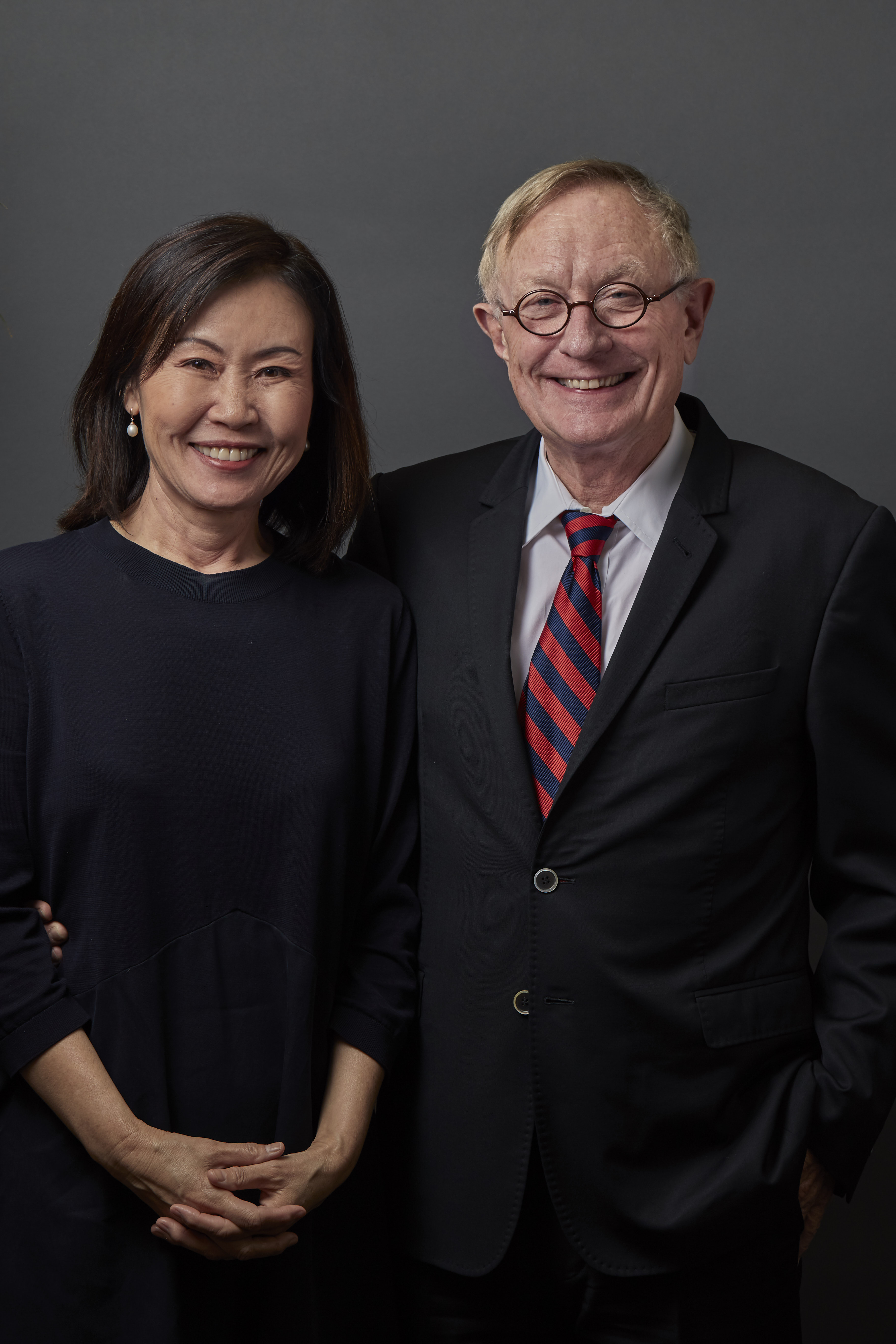
شاون و میشل استیل

### کمپین ۲۰۲۰ مجلس نمایندگان ایالات متحده
استیل برای نمایندگی مجلس نمایندگان ایالات متحده در حوزه ۴۸ کنگره ای کالیفرنیا نامزد شده‌است. استیل ۳۴٫۹٪ آرا را در انتخابات مقدماتی بدست آورد و در انتخابات ۳ نوامبر ۲۰۲۰ با هارلی رودا نماینده فعلی کنگره دموکرات روبرو شد.